# Wiktor Bohdan Szostak

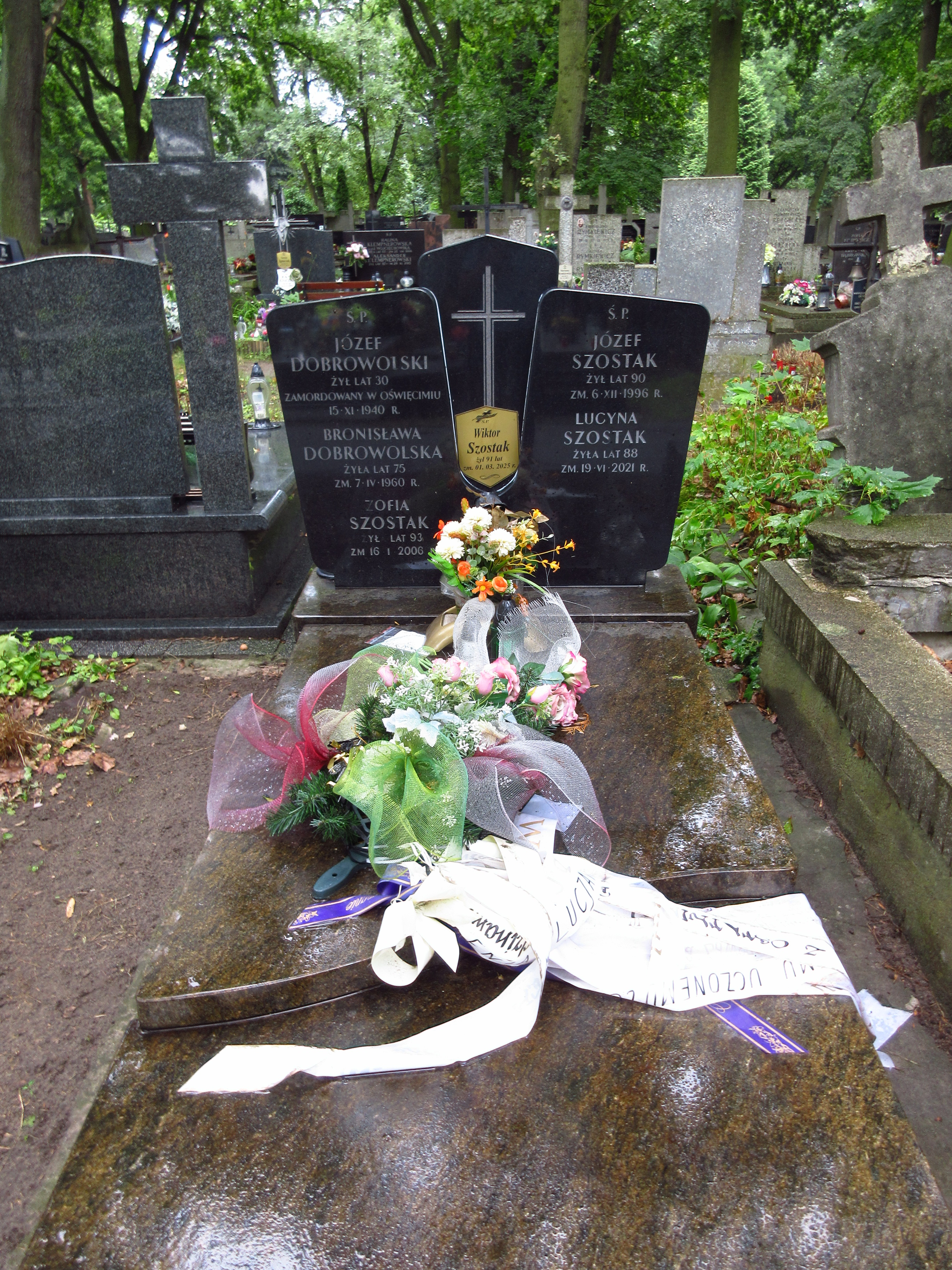
Grób profesora Wiktora Bohdana Szostaka na Cmentarzu Bródnowskim.

Wiktor Bohdan Szostak (ur. 28 lipca 1933 w Warszawie, zm. 1 marca 2025) – polski lekarz internista i dietetyk, profesor nauk medycznych, specjalista chorób wewnętrznych.
Był założycielem Polskiego Naukowego Towarzystwa Otyłości i Przemiany Materii oraz był przewodniczącym Sekcji Żywienia i Przemiany Materii w Towarzystwie Internistów Polskich. Jako jeden z pierwszych w Polsce upowszechnił zasady racjonalnego żywienia oraz opracował i wdrożył w polskiej służbie zdrowia zasady profilaktyki kardiologicznej.

## Życiorys[2]
W 1951 roku został przyjęty na Wydział Lekarski Akademii Medycznej w Warszawie, gdzie ukończył studia w 1957 roku. W 1967 roku uzyskał stopień doktora nauk medycznych w Centrum Medycznym Kształcenia Podyplomowego w Warszawie. Od 1966 do 1971 roku pracował jako adiunkt w Centrum Medycznym Kształcenia Podyplomowego w Warszawie. W 1971 roku uzyskał habilitację, a od 1971 do 1973 roku był kierownikiem Zakładu Patofizjologii i Dietetyki Społecznej w Instytucie Żywności i Żywienia. W latach 1973–1976 pełnił funkcję zastępcy dyrektora, a od 1976 do 1991 roku był dyrektorem Instytutu Żywności i Żywienia. Od 1991 roku kierował Zakładem Żywienia Klinicznego. W 1978 roku uzyskał tytuł profesora nadzwyczajnego, a w 1987 roku tytuł profesora zwyczajnego.
Prowadził badania w zakresie przemian lipidów u ludzi chorych na miażdżycę, metod profilaktyki i leczenia, zastosowania metod profilaktyki kardiologicznej w populacji oraz był inicjatorem Narodowego Programu Profilaktyki Cholesterolowej.
Był żonaty z Lucyną, lekarzem pediatrą (1932–2021). Mieli jedną córkę, Dorotę (ur. 1962). W czasie wolnym interesował się historią II wojny światowej. Jego nauczycielem był prof. Edward Rużyłło.
Spoczywa w rodzinnym grobowcu na Cmentarzu Bródnowskim (20P / 5 / 9).

## Nagrody i odznaczenia[4][5]
- Krzyż Kawalerski Orderu Odrodzenia Polski
- dwukrotnie nagroda I st. Ministra Zdrowia i Opieki Społecznej
- nagroda Rady Naukowej przy Ministrze Zdrowia i Opieki Społecznej (I st.)
- Medale: Honorowi Towarzystwa Internistów Polskich, XXV-lecia PIS, 60-lecia PIH, 25-lecia Instytutu Żywności i Żywienia

## Członkostwa[4][5]
- Komisji Profilaktyki Chorób Układu Krążenia w Polskim Towarzystwie Kardiologicznym
- Panelu Ekspertów ds. Żywności przy Światowej Organizacji Zdrowia
- Towarzystwa Internistów Polskich 1972- (przew. Sek. Żywienia i Przemiany Materii 1975-),
- Stowarzyszenia Prac Naukowych Bułgarii (członek honorowy 1978-),
- Polskiego Towarzystwa Kardiologicznego (Kom. Profilaktyki 1992-),
- Polskiego Towarzystwa Nauk Żywieniowych 1993-,
- Polskiego Nauk. Tow. Otyłości i Przemian Materii (prezes 1995-),
- Europejskiej Akademii Nauk Żywieniowych 1976-,
- Europejskiego Towarzystwa Badania Otyłości  1988-,
- Światowej Organizacji Zdrowia (członek Panelu Ekspertów ds. Żywności 1990-),
- Nowojorskiej Akademii Nauk 1991-,
- Komitetu Żywienia Człowieka PAN 1975-

## Publikacje
- Wiktor Bogdan Szostak, Aleksandra Cichocka, Barbara Cybulska: Zdrowa dieta śródziemnomorska, 2001. ISBN 978-83-85486-85-5
- Mirosław Jarosz, Ewa Rychlik, Katarzyna Stoś, Regina Wierzejska, Anna Wojtasik (medycyna), Jadwiga Charzewska, Hanna Mojska, Lucjan Szponar, Iwona Sajór, Longina Kłosiewicz-Latoszek, Zofia Chwojnowska, Bożena Wajszczyk, Wiktor Bogdan Szostak, Barbara Cybulska, Hanna Kunachowicz, Katarzyna Wolnicka, Beata Przygoda, Aleksandra Cichocka: Normy żywienia dla populacji Polski, 2017, ISBN 978-83-86060-89-4
- Wiktor Bohdan Szostak, Barbara Cybulska: Weź to sobie do serca jak ustrzec się zawału, udaru mózgu, cukrzycy i nowotworów, 1991, ISBN 978-83-900058-3-6
- Władysław Kierst, Wiktor Bogdan Szostak, Nauka o żywieniu zdrowego i chorego człowieka, 1989, ISBN 978-83-200-1336-8